# Aleisanthia
Aleisanthia là một chi thực vật có hoa trong họ Thiến thảo (Rubiaceae).

## Loài
Chi Aleisanthia gồm các loài: